# Dziennik Rzeszowski
Dziennik Rzeszowski – dziennik wydawany w Rzeszowie.
„Dziennik Rzeszowski” powstał decyzją Egzekutywy Komitetu Wojewódzkiego Polskiej Partii Robotniczej (KW PPR) w Rzeszowie, pierwszy numer ukazał się 13 maja 1945, a redaktorem naczelnym został Franciszek Błoński. W 1945, 1946 gazeta miała cztery strony w każdym wydaniu.